# Tacko Fall
Elhadji Tacko Serigne Diop Fall (* 10. Dezember 1995 in Dakar) ist ein senegalesischer Basketballspieler. Zu seiner Zeit in der NBA war er mit 2,29 Metern der größte Spieler der nordamerikanischen Liga.

## Laufbahn
Fall spielte in seinem Heimatland Senegal erst Fußball, ehe er sich als Schüler aufgrund seiner Körpergröße dem Basketballsport zuwendete. Fall ist die einzige Person aus seiner engeren Familie, die derart groß gewachsen ist. Nur einer seiner Onkel misst knapp über zwei Meter. Entdeckt wurde Falls Basketballtalent vom Bruder des früheren senegalesischen Profis Mamadou N’Diaye. Falls Vater wanderte in die Vereinigten Staaten aus und ließ sich im Bundesstaat Ohio nieder.
Im Alter von 16 Jahren ging Fall in die USA. Nachdem sich eine Möglichkeit zerschlagen hatte, eine Schule im Bundesstaat Texas zu besuchen und die dortige Basketballmannschaft zu verstärken, landete er schließlich an der Liberty Christian Academy in Florida. Dort spielte Fall zwei Jahre lang Basketball und empfahl sich mit seinen Leistungen für ein Stipendium an der University of Central Florida. Dort studierte er im Hauptfach Informatik und bestritt zwischen 2015 und 2019 115 Spiele für die Basketballmannschaft. Fall erzielte dabei im Durchschnitt 10,1 Punkte, 7,7 Rebounds und 2,4 Blocks je Begegnung. Mit insgesamt 280 geblockten gegnerischen Würfen setzte er sich auf den ersten Platz in der ewigen Bestenliste der UCF-Hochschulmannschaft. Seine Feldwurfquote von 74 Prozent bedeutete einen neuen Rekord, sowohl an seiner Universität als auch in der gesamten ersten NCAA-Division. Mit 887 Rebounds lag Fall auf dem dritten Rang der UCF-Bestenliste, als er die Hochschule 2019 verließ.
Trotz seiner guten Leistungen an der University of Central Florida wurden ihm nur mäßige Aussichten eingeräumt, beim Draft-Verfahren der NBA aufgerufen zu werden. Fall wurde letztlich von keiner Mannschaft ausgewählt, im Sommer 2019 aber von den Boston Celtics unter Vertrag genommen. Obwohl Fall in Boston kaum Einsatzzeit erhält und meist in der Ausbildungsmannschaft Maine Red Claws in der NBA G-League spielt, wurde er zum Liebling der Celtics-Anhänger. Als er am 20. Dezember 2019 gegen die Detroit Pistons eingewechselt wurde, feierten ihn die Zuschauer überschwänglich. 2021 wurde er von den Cleveland Cavaliers verpflichtet, die ihn im Oktober 2021 mit einem Zweiwegevertrag ausstatteten, um ihn auch in der NBA G-League bei der Mannschaft Cleveland Charge einzusetzen.
Zur Saison 2022/23 wechselte Fall zu den Xinjiang Flying Tigers in die Volksrepublik China. In der Sommerpause 2023 wurde er im selben Land von den Nanjing Monkey Kings verpflichtet. 2024 wurde Falls Wechsel zu den Piratas de Quebradillas nach Puerto Rico vermeldet, er bestritt jedoch keinen Einsatz für die Mannschaft. Im November 2024 wurde Fall von den New Zealand Breakers aus der ozeanischen National Basketball League (NBL) verpflichtet.

## Karriere-Statistiken

### NBA
Hauptrunde
| Saison  | Team   | GP | GS | MPG | FG % | 3P % | FT % | RPG | APG | SPG | BPG | PPG |
| ------- | ------ | -- | -- | --- | ---- | ---- | ---- | --- | --- | --- | --- | --- |
| 2019–20 | Boston | 7  | 0  | 4.7 | .786 |      | .333 | 2.1 | 0.1 | 0.1 | 0.6 | 3.3 |
| Gesamt  | Gesamt | 7  | 0  | 4.7 | .786 | .000 | .333 | 2.1 | 0.1 | 0.1 | 0.6 | 3.3 |